# Groupe 10 du tableau périodique
Le groupe 10 du tableau périodique, autrefois inclus dans le groupe VIII de l'ancien système IUPAC utilisé en Europe et dans le groupe VIIIB du système CAS nord-américain, deux systèmes aujourd'hui obsolètes, contient les éléments chimiques de la 10e colonne, ou groupe, du tableau périodique des éléments :
| Période | Élément chimique | Élément chimique | Z   | Famille d'éléments  | Configuration électronique[2] |
| ------- | ---------------- | ---------------- | --- | ------------------- | ----------------------------- |
| 4       | Ni               | Nickel           | 28  | Métal de transition | [Ar] 4s2 3d8 ou 4s1 3d9 ( * ) |
| 5       | Pd               | Palladium        | 46  | Métal de transition | [Kr] 4d10 ( ** )              |
| 6       | Pt               | Platine          | 78  | Métal de transition | [Xe] 6s1 4f14 5d9 ( ** )      |
| 7       | Ds               | Darmstadtium     | 110 | Indéterminée        | [Rn] 7s2 5f14 6d8             |
( * )   Le cas du nickel 28Ni est particulier : il présente deux configurations électroniques d'énergies très voisines qui se recouvrent. Les manuels retiennent généralement la configuration régulière [Ar] 3d8 4s2, étayée par les données expérimentales. Mais la moyenne des niveaux d'énergie correspondant à la configuration irrégulière [Ar] 3d9 4s1 est légèrement inférieure à celle de la configuration régulière, de sorte qu'on retient également la configuration irrégulière pour les calculs sur le nickel.
( ** )   Exception à la règle de Klechkowski : palladium 46Pd, platine 78Pt.

Éléments du groupe 10
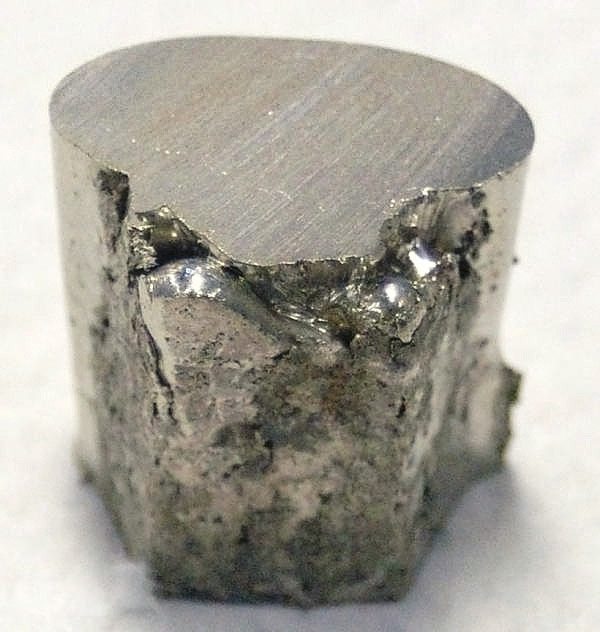
Nickel
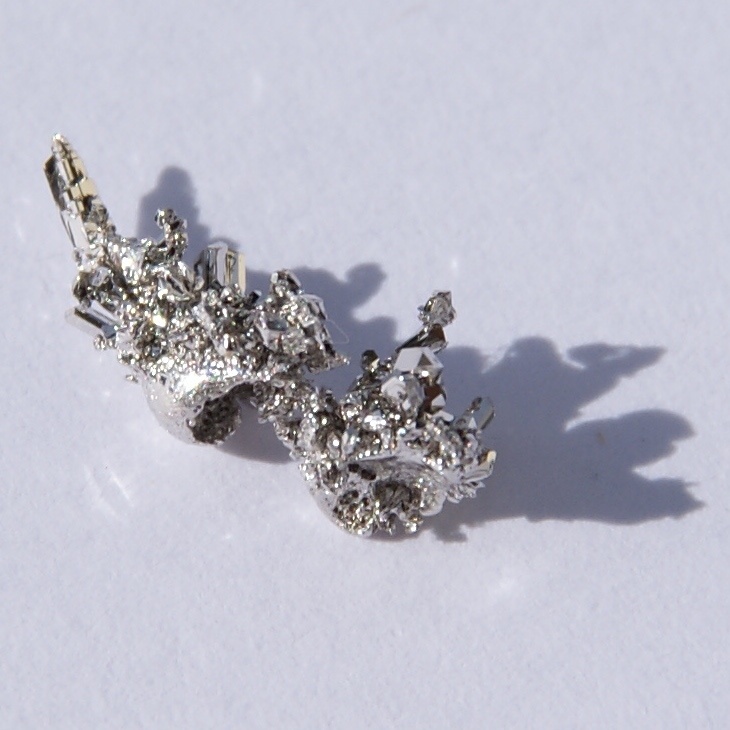
Palladium
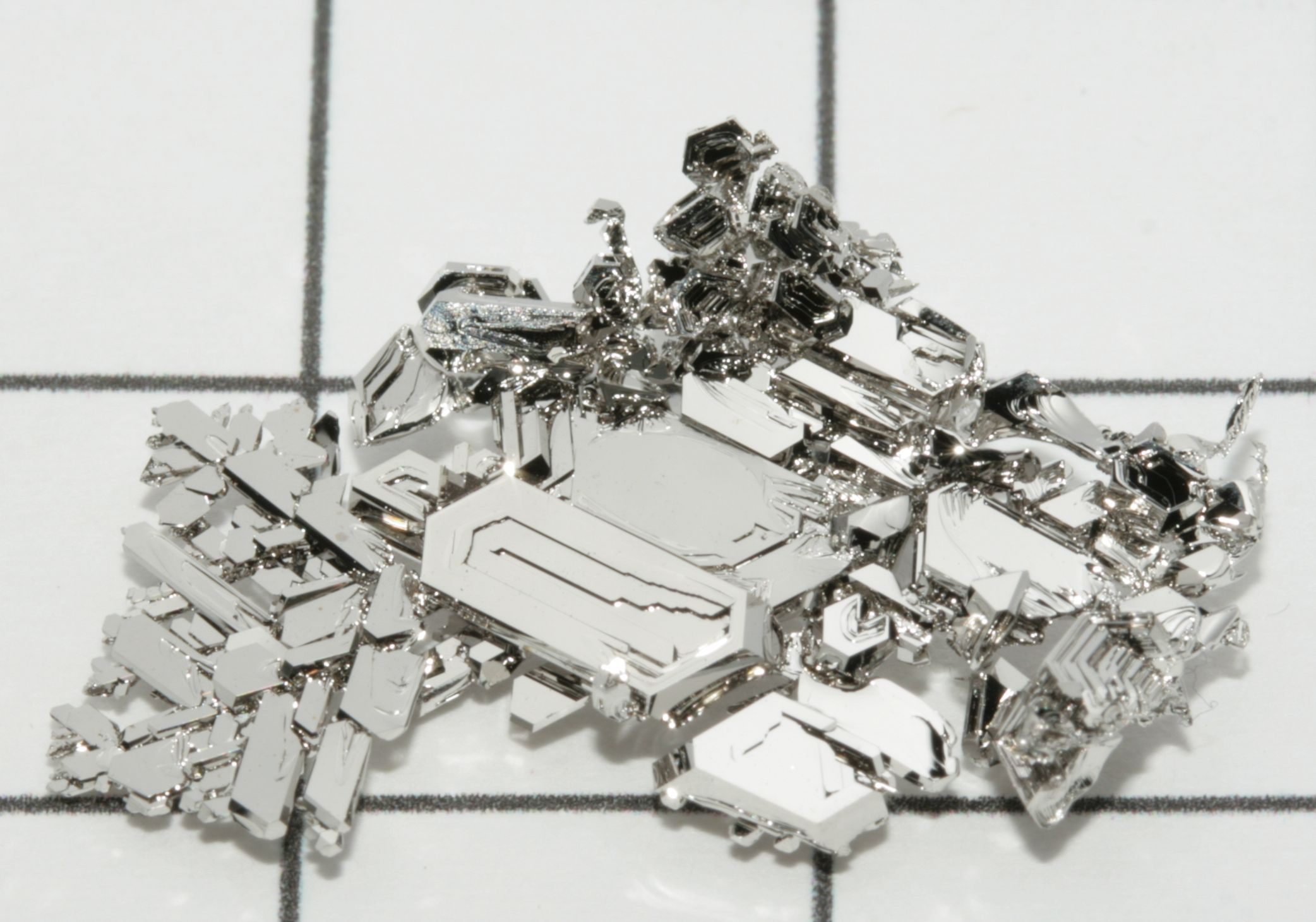
Platine